# Mihail Săulescu
Mihail Săulescu (n. 23 februarie 1888, București, România – d. 30 septembrie 1916, Predeal, Brașov, România) a fost un poet și dramaturg român. A cultivat o poezie cu tematică citadină, simbolistă. A scris și drame de factură expresionistă, dintre care cea mai cunoscută este Săptămâna luminată.

## Viața și opera
Mihail Săulescu a fost al patrulea copil al căpitanului Nicolae Săulescu și al Ecaterinei (n. Gaist). Efectuează studiile liceale la Liceele "Sf. Sava" și "Matei Basarab" din București în perioada 1898-1903. Continuă studiile la Conservatorul de Artă Dramatică din București, dar renunță în anul 1904. După o activitate de institutor în Gorj (1907), învățător suplinitor la Posada (1908) și redactor la revista Luceafărul de la Sibiu (1911), revine în București și lucrează succesiv ca redactor la Rampa  (1911-1912), bibliotecar la Biblioteca populară "Socec" (1912-1913), funcționar la Ministerul Instrucțiunii Publice, impiegat la "Casa Școalelor" (1913), redactor la "Rampa nouă ilustrată" (1914).
În 1906 îi apare volumul Versuri - poezii minore pe care autorul le reneagă subit și luptă pentru distrugerea tuturor exemplarelor cărții.
Alături de Ion Agârbiceanu, Aron Cotruș, Liviu Rebreanu, Nicolae Iorga, Alexandru Ciura, intră colaborator la revista literară literară ilustrată Cosânzeana ce apare la Orăștie (1911) și ulterior la Cluj (1922). În anul 1914 apare volumul de poezii Departe. Solitudinea citadinului, spleenul și tristețea se împletesc cu dorința evadării în necunoscut. Volumul Viața apărut în 1916 conține poeme orientate spre o filozofie a acțiunii, a revoltei împotriva mizeriei. La 30 septembrie 1916 cade eroic pe frontul de la Predeal, lăsând în manuscris volumul de versuri Cultul morților (ce urma să apară în 1916), un poem de mari dimensiuni intitulat Călătorii și două piese de teatru.

## Reflectare postumă
În septembrie 1921, are loc pe scena Teatrului Național din București premiera dramei Săptămâna luminată (tipărită în volum tot în acest an). Piesa, de factură expresionistă, învederează forța vizionară și posibilitățile de investigație psihologică ale autorului.
În revista Convingeri literare, din 1937, îi sunt analizate operele. În 1947 apare în colecția Scriitori români uitați, sub îngrijirea lui Eugen Jebeleanu, volumul Opere de Mihail Săulescu, o selecție reprezentativă pentru întreaga creație a autorului.
Din semptembrie 1992, liceul din Predeal este numit în onoarea sa.

## "Săptămâna luminată" în muzică
Pe baza unui libret întocmit de tenorul și regizorul de operă Constantin Pavel, dirijorul și compozitorul Nicolae Brânzeu compune muzica la această piesă de teatru răscolitoare. Opera "Săptămâna luminată" are premiera în 1943 pe scena Operei Nationale din București, la pupitrul dirijoral aflându-se însuși compozitorul. Din distribuție au făcut parte: renumita soprană dramatică Aca de Barbu, mezzosoprana Maria Snejina și basul Nicolae Secăreanu. Această lucrare muzicală este considerată prima operă românească de orientare expresionistă.